# Technicolour
Pour les articles homonymes, voir Technicolor.
Chansons représentant l'Australie au Concours Eurovision de la chanson
Don't Break Me
(2020) Not the Same
(2022)
Singles de Montaigne
Don't Break Me
(2020)
Technicolour  est une chanson de la chanteuse australienne Montaigne, sortie dans sa version actuelle le 5 mars 2021. Cette chanson représente l'Australie lors du Concours Eurovision de la chanson 2021 qui prend place à Rotterdam, aux Pays-Bas. Montaigne représente son pays lors de la première demi-finale le 18 mai 2021 mais ne parvient pas à se qualifier pour la finale.

## Concours Eurovision de la chanson 2021

Participation de l'artiste Montaigne à l'Eurovision, Rotterdam.

### Sélection interne
Le 2 avril 2020, SBS annonce que Montaigne représentera à nouveau l'Australie au Concours Eurovision de la Chanson 2021 à la suite de l'annulation du Concours Eurovision de la chanson 2020 à cause de la pandémie de Covid-19.

### À l'Eurovision
La 65e édition du Concours Eurovision de la chanson se déroule à Rotterdam, aux Pays-Bas. L'Australie participe à la première demi-finale qui a lieu le 18 mai 2021 au Ahoy Rotterdam. Montaigne ne parvient pas à se qualifier pour la finale du 22 mai.